# Uaiuara jirau
Espèce
Uaiuara jirau est une espèce d'araignées aranéomorphes de la famille des Sparassidae.

## Distribution
Cette espèce est endémique du Rondônia au Brésil. Elle se rencontre vers Porto Velho.

## Description
Le mâle holotype mesure 6,0 mm et la femelle paratype 7,4 mm. Les mâles mesurent de 6,0 à 6,5 mm et les femelles de 7,4 à 8,5 mm.

## Étymologie
Son nom d'espèce lui a été donné en référence au lieu de sa découverte, le barrage de Jirau.

## Publication originale
- Rheims, 2013 : A new genus of huntsman spiders (Araneae, Sparassidae, Sparianthinae) from the Neotropical region. Zootaxa, no 3734, p. 199-220.